# (10837) Yuyakekoyake
(10837) Yuyakekoyake  es un asteroide perteneciente al cinturón de asteroides, descubierto el 6 de marzo de 1994 por Masanori Hirasawa y Shōhei Suzuki desde la Estación del monte Nyukasa, en Japón.

## Designación y nombre
Yuyakekoyake se designó inicialmente como 1994 EJ1.
Más adelante, en 2008 fue nombrado Yuyakekoyake que es una de las canciones infantiles más populares en Japón. La canción describe el paisaje crepuscular de los suburbios de la ciudad de Hachiōji. Fue escrita por Uko Nakamura, quien nació y creció allí.

## Características orbitales
Yuyakekoyake orbita a una distancia media del Sol de 2,663 ua, pudiendo acercarse hasta 2,483 ua y alejarse hasta 2,842 ua. Tiene una excentricidad de 0,067 y una inclinación orbital de 21,865° grados. Emplea en completar una órbita alrededor del Sol 1587,17 días.
Pertenece a la familia de asteroides de (480) Hansa.

## Características físicas
Su magnitud absoluta es 12,60. Tiene 8,859 km de diámetro. Su albedo se estima en 0,271.